# Vega del Codorno
Vega del Codorno è un comune spagnolo di 153 abitanti situato nella comunità autonoma di Castiglia-La Mancia.